# Mexichromis aurora
Mexichromis aurora is een slakkensoort uit de familie van de Chromodorididae. De wetenschappelijke naam van de soort is voor het eerst geldig gepubliceerd in 1998 door R.F. Johnson & Gosliner.